# Cymru Alliance 2006–07
Cymru Alliance 2006–07 là mùa giải thứ mười bảy của Cymru Alliance kể từ khi thành lập năm 1990. Đội vô địch là Llangefni Town.

## Bảng xếp hạng
| XH | Đội                | Tr | T  | H  | T  | BT | BB  | HS  | Đ    | Lên hay xuống hạng               |
| -- | ------------------ | -- | -- | -- | -- | -- | --- | --- | ---- | -------------------------------- |
| 1  | Llangefni Town (C) | 34 | 21 | 9  | 4  | 68 | 33  | +35 | 72   | Lên chơi tạiWelsh Premier League |
| 2  | Bala Town          | 34 | 21 | 7  | 6  | 80 | 31  | +49 | 70   |                                  |
| 3  | Flint Town United  | 34 | 20 | 7  | 7  | 70 | 36  | +34 | 67   |                                  |
| 4  | Prestatyn Town     | 34 | 20 | 4  | 10 | 98 | 46  | +52 | 64   |                                  |
| 5  | Glantraeth         | 34 | 17 | 6  | 11 | 83 | 69  | +14 | 57   |                                  |
| 6  | Llanfairpwll       | 34 | 17 | 6  | 11 | 69 | 59  | +10 | 57   |                                  |
| 7  | Holyhead Hotspur   | 34 | 16 | 5  | 13 | 63 | 51  | +12 | 53   |                                  |
| 8  | Mynydd Isa         | 34 | 15 | 8  | 11 | 57 | 45  | +12 | 53   |                                  |
| 9  | Buckley Town       | 34 | 14 | 10 | 10 | 57 | 53  | +4  | 52   |                                  |
| 10 | Llandudno          | 34 | 14 | 6  | 14 | 67 | 59  | +8  | 48   |                                  |
| 11 | Guilsfield         | 34 | 14 | 5  | 15 | 58 | 64  | −6  | 47   |                                  |
| 12 | Gresford Athletic  | 34 | 12 | 3  | 19 | 50 | 64  | −14 | 39   |                                  |
| 13 | Penrhyncoch        | 34 | 10 | 8  | 16 | 70 | 75  | −5  | 38   |                                  |
| 14 | Bodedern           | 34 | 11 | 5  | 18 | 49 | 62  | −13 | 38   |                                  |
| 15 | Llandyrnog United  | 34 | 9  | 9  | 16 | 58 | 77  | −19 | 36   |                                  |
| 16 | Ruthin Town        | 34 | 8  | 5  | 21 | 41 | 71  | −30 | 29   |                                  |
| 17 | Lex XI             | 34 | 7  | 7  | 20 | 49 | 96  | −47 | 28   |                                  |
| 18 | Queens Park        | 34 | 3  | 4  | 27 | 40 | 134 | −94 | 010* |                                  |

Nguồn: Cymru Alliance
Quy tắc xếp hạng: 1. Điểm; 2. Hiệu số bàn thắng; 3. Số bàn thắng.
*Queens Park bị trừ 3 điểm
(VĐ) = Vô địch; (XH) = Xuống hạng; (LH) = Lên hạng; (O) = Thắng trận Play-off; (A) = Lọt vào vòng sau. 
Chỉ được áp dụng khi mùa giải chưa kết thúc: 
(Q) = Lọt vào vòng đấu cụ thể của giải đấu đã nêu; (TQ) = Giành vé dự giải đấu, nhưng chưa tới vòng đấu đã nêu.